# Рікардо Вілья
Рікардо Вілья (ісп. Ricardo Villa, нар. 18 серпня 1952, Буенос-Айрес) — аргентинський футболіст, що грав на позиції півзахисника.
Виступав, зокрема, за клуб «Тоттенгем Готспур», а також національну збірну Аргентини, у складі якої 1978 року став чемпіоном світу. 

## Клубна кар'єра
У дорослому футболі дебютував 1970 року виступами за команду клубу «Кільмес», в якій провів чотири сезони, взявши участь у 108 матчах чемпіонату. Протягом частини 1973 року також захищав на умовах оренди кольори клубу «Сан-Мартін» (Тукуман).
Згодом з 1974 по 1978 рік грав у складі команд клубів «Атлетіко Тукуман» та «Расинг» (Авельянеда).
Після тріумфу аргентинців на чемпіонату світу 1978 року привернув увагу представників тренерського штабу англійського «Тоттенгем Готспур», до складу якого приєднався 1978 року. Відіграв за лондонський клуб наступні п'ять сезонів своєї ігрової кар'єри. Більшість часу, проведеного у складі «Тоттенгем Готспур», був основним гравцем команди. За цей час двічі виборював титул володаря Кубка Англії.
Протягом 1983—1985 років захищав кольори клубів «Форт-Лодердейл Страйкерс» зі США та колумбійського «Депортіво Калі».
Завершив професійну ігрову кар'єру на батьківщині у клубі «Дефенса і Хустісія», за команду якого виступав протягом 1986—1989 років.

## Виступи за збірну
1976 року дебютував в офіційних матчах у складі національної збірної Аргентини. Протягом кар'єри у національній команді, яка тривала 3 роки, провів у формі головної команди країни 25 матчів, забивши 1 гол.
У складі збірної був учасником домашнього для аргентинців чемпіонату світу 1978 року, на якому вони здобули титул чемпіона світу. На матчах мундіаля двічі виходив на поле, обидва рази на груповій стадії змагання.

## Титули і досягнення
- Володар Кубка Англії (2):

«Тоттенгем Готспур»:  1980-1981, 1981-1982
- Чемпіон світу (1):

1978